# Quanto sei bella (Entics)
Quanto sei bella è un singolo del cantante italiano Entics, pubblicato come secondo estratto dall'album Soundboy, primo album del rapper pubblicato per una major discografica. Il brano è stato reso disponibile per il download digitale e l'airplay radiofonico il 30 novembre 2011, contemporaneamente alla pubblicazione del video musicale sul canale YouTube del rapper.

## Tracce
1. Quanto sei bella – 3:57

## Classifiche
| Classifica (2011) | Posizione massima |
| ----------------- | ----------------- |
| Italia            | 41                |